# Фикус джудже
Фикусите джуджета (Ficus pumila) са вид растения от семейство Черничеви (Moraceae).
Таксонът е описан за пръв път от шведския ботаник и зоолог Карл Линей през 1753 година.

## Вариетети
- Ficus pumila var. awkeotsang
- Ficus pumila var. pumila